# Jardín botánico de Padrón
El jardín botánico de Padrón (en gallego: xardín botánico de Padrón) es un arboreto y jardín botánico, perteneciente al ayuntamiento de Padrón (provincia de La Coruña, Galicia, España).
Este jardín botánico tiene un alto número de especies de plantas, algunas de ellas maduras de gran desarrollo o singular rareza en Galicia. Varios ejemplares de árboles de este jardín aparecen en el Catálogo de Árbores Senlleiras (catálogo de árboles singulares) de la Junta de Galicia.

## Localización
Se encuentra junto a la carretera nacional N-550, en la provincia de La Coruña.

## Historia

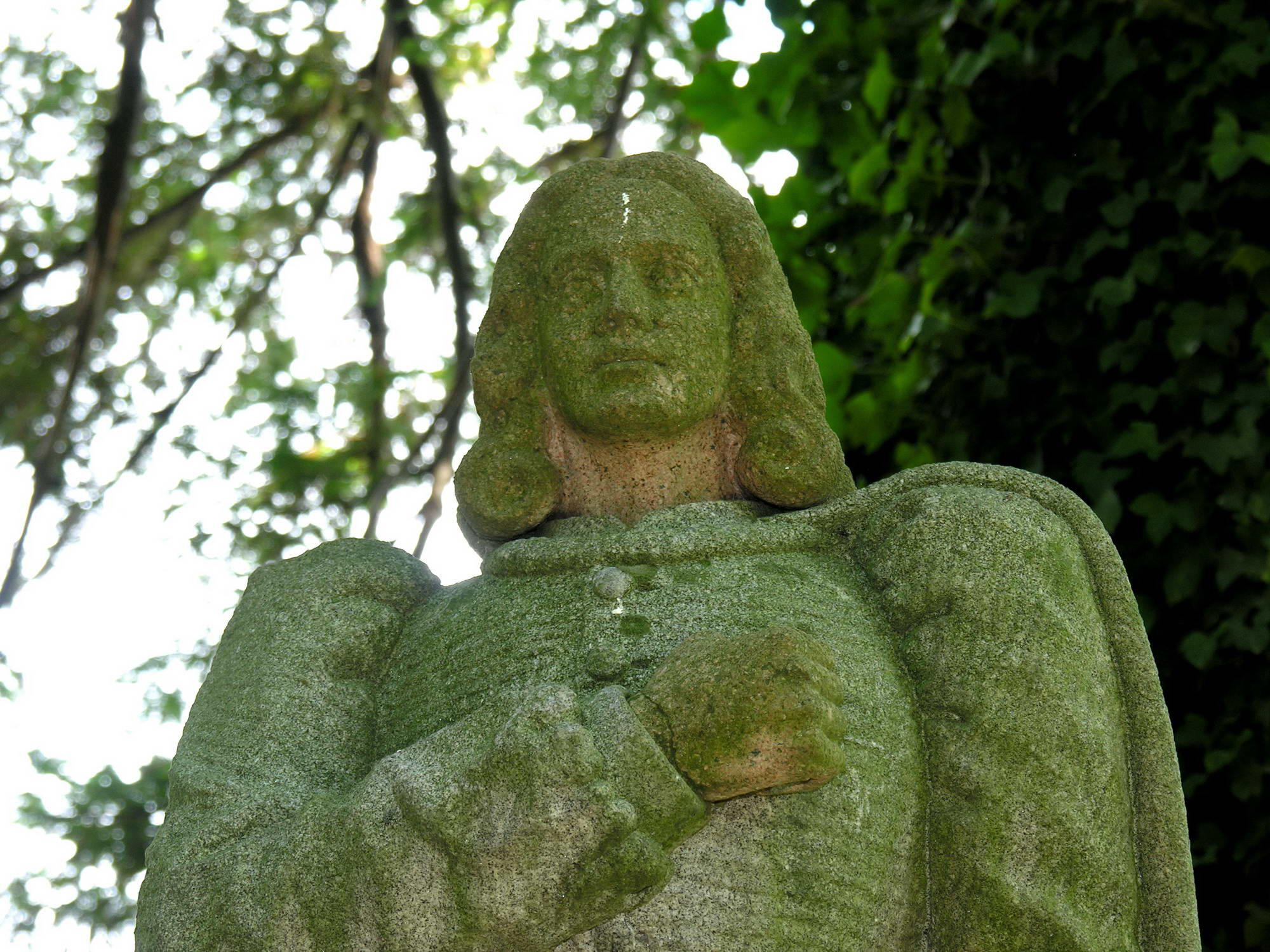
Estatua de Macías trovador gallego del, más conocido como «El Enamorado», en el jardín botánico de Padrón

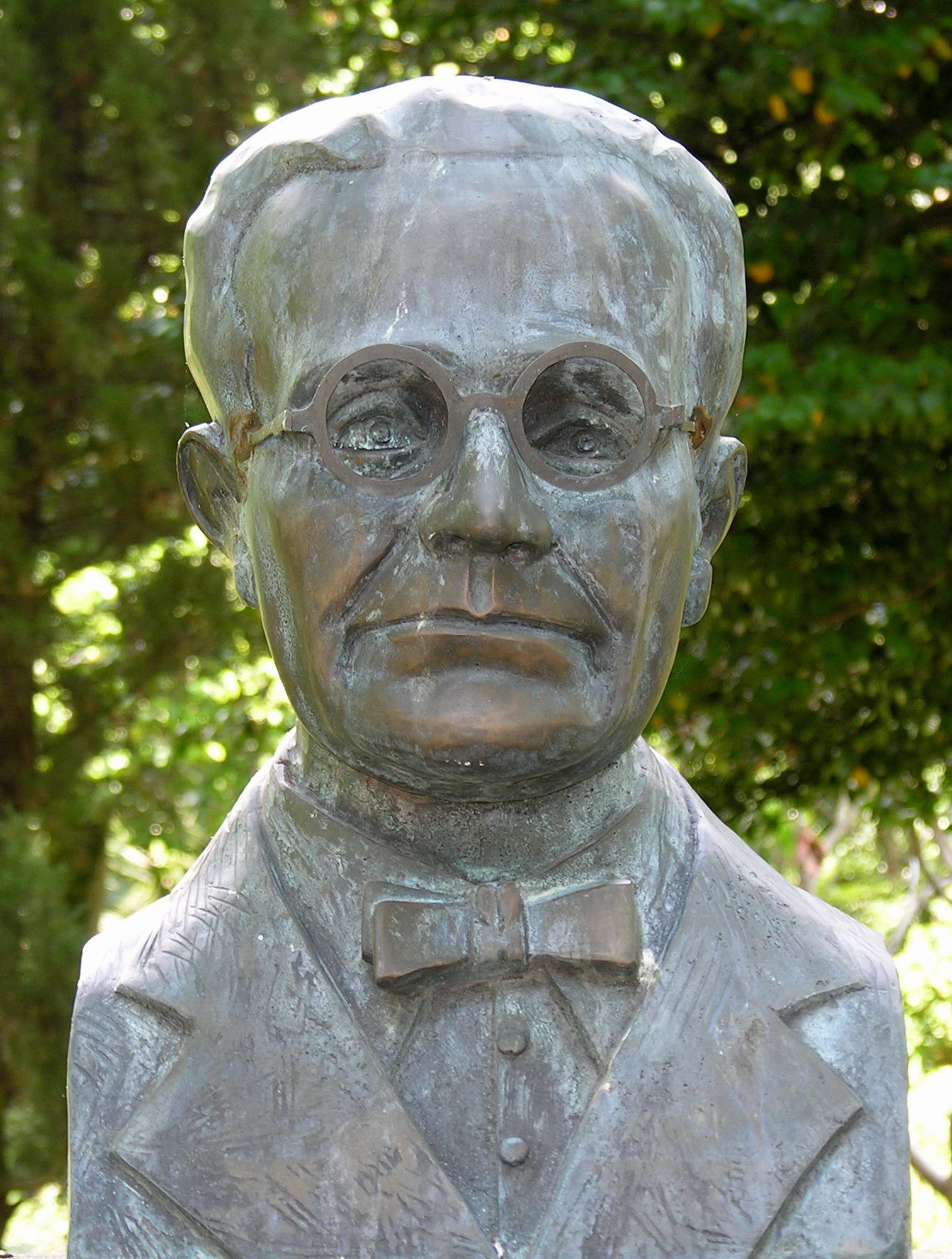
Busto de Castelao en el jardín botánico de Padrón

Su origen se remonta a las primeras décadas del siglo XIX, construido de una finca de la calzada romana perteneciente a los Condes de San Juan. Fue construido siguiendo el modelo característico de la época, mezclando estilos italiano, inglés e francés.
El 11 de enero de 1946 fue declarado Monumento Artístico Nacional, gracias sobre todo a la labor de Manuel Chamoso Lamas, aquellos tiempos Comisionado del Servicio de la defensa del patrimonio nacional. Debido a esto, poco después de las diferentes especies presentes en el jardín botánico fueron inventariados y clasificados científicamente por primera vez en su historia por el inspector general forestal Rafael Areses Vidal. También llevaron a cabo los primeros rótulos de los árboles y especies más importantes.
Más tarde, en la segunda mitad del siglo XX, el jardín fue degradándose y perdiendo prominencia en la vida cultural cotidiana de la ciudad. A partir de 1987 se comenzó a potenciar el trabajo científico en el jardín y comenzaron renovaciones o extensiones de los equipos e infraestructuras que le dan el aspecto actual. Así equipado el jardín alberga los nuevos espacios públicos, un herbario, un invernadero y las nuevas zonas ajardinadas.
Acoge diversos monumentos, como un busto de Castelao y una estatua del trovador gallego del siglo XIV, más conocido como «El Enamorado» (Macías o Namorado).
Actualmente el jardín está en proceso de hermanamiento con la ciudad francesa de Noirmoutier y con la comunidad Canaria.

## Botánica

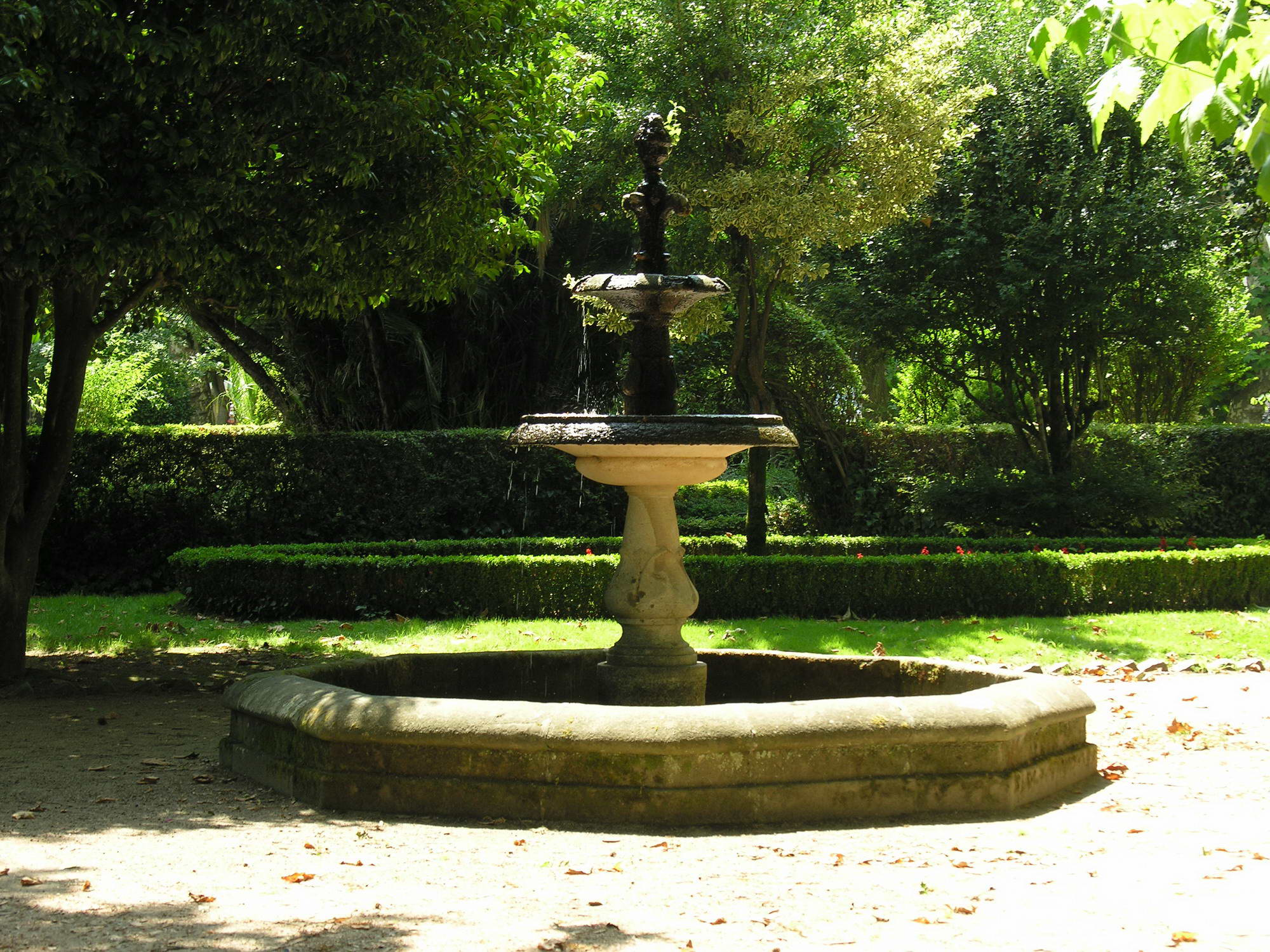
Fuente en el jardín botánico de Padrón

El jardín botánico presenta un gran número de especies vegetales llegándose a las trescientas. Traídas de diversas partes del mundo se pueden nombrar como las más sobresalientes al "árbol de Coral" (Erythrina crista-galli, especie autóctona da Argentina y Uruguay), la palmera de Senegal, una sequoia roja (Sequoia sempervirens, destacable por su altura), un roble cupresiforme (quercus robur fastigiata), un árbol drago (Dracaena draco, árbol donado por la Comunidad Canaria) o los aceres (Acer pseudoplatanus. L. que conforman el paseo central del jardín).
Además, hay una higuera hija de otra originaria de la casa da Matanza, en la que vivió Rosalía de Castro.

## Actividades
El jardín botánico de Padrón alberga numerosos eventos sociales y cultural del pueblo. En la actualidad se organizan visitas guiadas en diferentes períodos del año.
En 1992, 1993, 1994 y 2002 se celebraron los Timestres-Educativos Culturales en el Jardín Botánico de Padrón, teniendo como principales beneficiarias a escuelas en Galicia y otras partes del España. Estos Trimestres han logrado un gran éxito y llegó a contabilizar un número de asistentes próximo a los 50 000
Así mismo se han celebrado diversos cursos reconocidos, patrocinados e impulsados desde la Consellería de Educación de la Junta de Galicia y del concello de Padrón que justifican la importancia de este jardín dentro del contexto científico gallego:
- Curso sobre o Xardín Botánico de Padrón, 1987
- Curso de ampliación sobre o Xardín Botánico de Padrón, 1988
- Curso sobre flora, xardinería e paisaxismo en pazos do país ullán. O Xardín botánico de Padrón, representante por antonomasia, 1991
- Curso sobre Xardinería básica, 1993
- Curso sobre o pazo coma recurso botánico no ensino das Ciencias Naturais, 1994
- Curso sobre xardinería e flora ornamental dos pazos galegos, 1994
- Curso sobre o mundo botánico dos pazos galegos. Xardíns e plantas, 1995-2000
- Xornadas de apoio PEC/PCC: Ciencias Naturais-Botánica, 1995
- Curso sobre pazos e xardíns coma recurso para o estudio do contorno natural e social, 1996
- Curso sobre xardíns e plantas de Galicia. Instrumentos de ensinanza e aprendizaxe (1997 e 1998)
- Curso sobre os itinerarios naturais coma recursos na área de Ciencias da Natureza, 1999
- Curso sobre xardíns históricos, 2001
- Curso sobre alamedas, xardíns e plantas da provincia de Pontevedra (2002)